# Complexul Muzeal Național „Moldova”
Complexul Muzeal Național „Moldova” este un muzeu național din Iași, amplasat în Piața Ștefan cel Mare și Sfânt nr. 1. 
Complexul muzeal își are sediul în Palatul Culturii din Iași, monument de arhitectură construit în stil neogotic, între 1907 - 1925, reprezintă o adevărată emblemă a Iașului. Edificiul este creația cea mai însemnată a arh. I.D. Berindei. 
Palatul suprapune, în parte, rămășițele vechilor curți domnești medievale, menționate documentar la 1434 și ale unor palate mai târzii. A fost Palat de Justiție și Administrație, până în 1955, când s-a luat decizia de a fi transformat în muzeu. În prezent este supus unor ample lucrări de restaurare și consolidare.

## Istoric
Fiind situat în perimetrul curții domnești medievale a Moldovei (din 1434), construcția a fost concepută ca un proiect de reconstrucție și extindere a fostului Palat Domnesc al Moldovei datat în perioada domnitorului Alexandru Moruzi (1803-1806, arhitectul Johan Freywald ), reconstruit de prințul Mihail Sturdza (1841-1843, arhitectul Nicolae Singurov), din care a păstrat temeliile și primele etaje.
Arhitectul român I.D. Berindei a fost desemmnat să planifice și să conducă procesul de reconstrucție. Spre deosebire de vechiul palat construit intr-un stil neoclasic, Berindei a ales un stil neo-gotic.
Clădirea a găzduit Judecătoria Județeană și alte instituții publice până în 1955, când a primit o funcție culturală exclusivă. În timpul celui de-al doilea război mondial, Palatul a adăpostit trupele germane, iar apoi trupele sovietice.
Între anii 1955 și 2010, Palatul Culturii a găzduit și principala ramură a Bibliotecii Județene Iași .

## Arhitectură

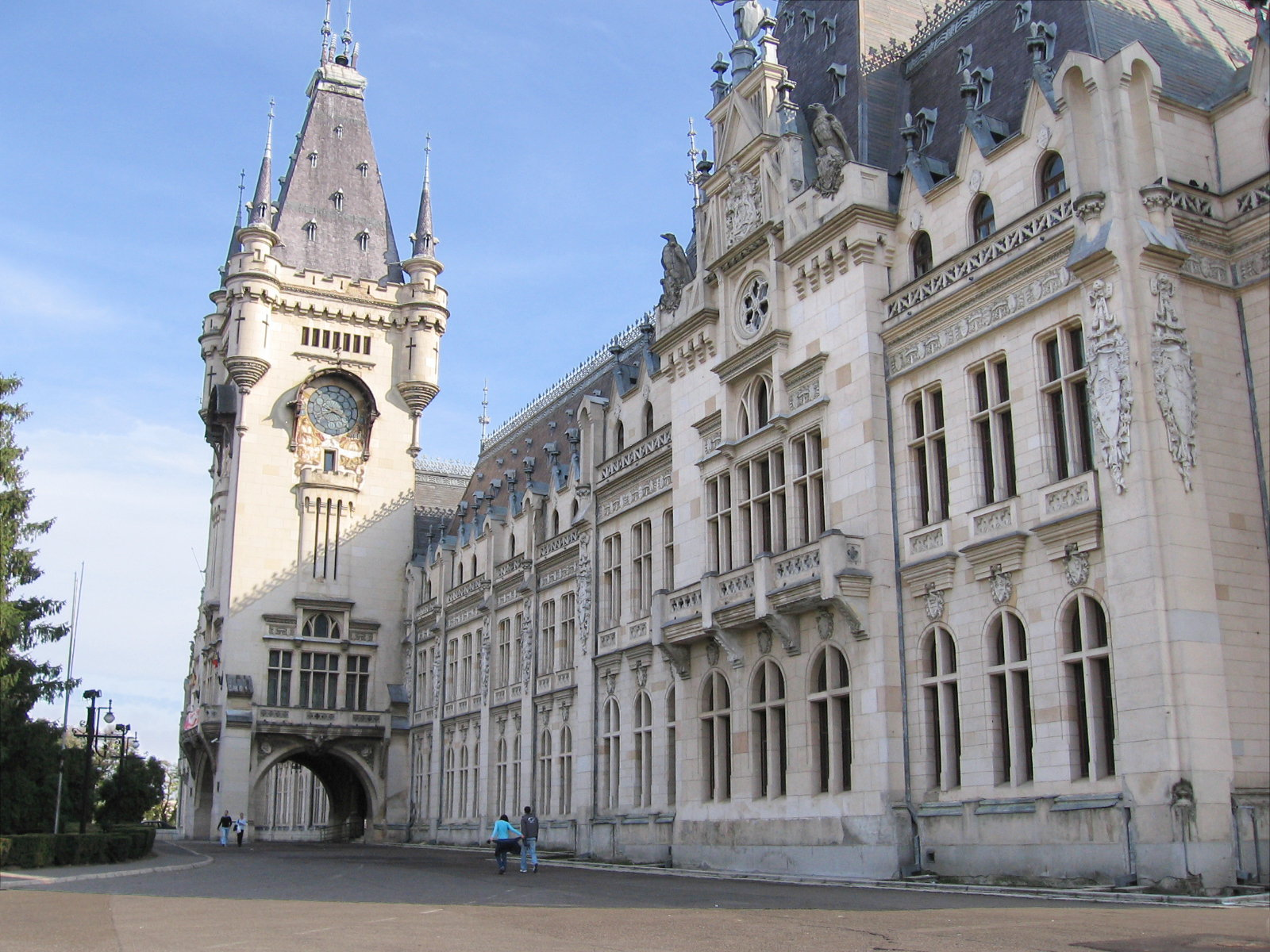
O viziune mai aproape de Palatul Culturii

Palatul are 298 camere mari, cu o suprafață totală de 34.236 m2 (368.510 sq ft), 92 ferestre în partea din față a clădirii și încă 36 în interiorul clădirii.
Sala centrală prezintă un mozaic figurativ, care cuprinde diverse reprezentări ale unui bestiar gotic, aranjat concentric: vulturi cu două capete, dragoni, grifoni, lei. Sala este suprapusă de o cameră din sticlă, unde inițial a fost amenajată o seră.
În ciuda designului său arhaic, Palatul a fost proiectat astfel încât să integreze materiale și tehnologii moderne. Astfel, blocurile de piatră au fost înlocuite cu materiale ușoare și mult mai ieftine. În plus, unele încăperi au fost decorate cu un material special, licențiat de Henri Coandă, sub numele de bois-cement. Elementele decorative de fierărie sunt de asemenea remarcabile și pot fi admirate, de exemplu pe ușile sălii Voivodurilor. De asemenea, clădirea a fost dotată cu instalații de înaltă tehnologie pentru acele vremuri, cum ar fi iluminatul electric, încălzirea (pneumatică), sistemul de ventilație, termostatul, aspiratoarele, toate direcționate la nivelul subteran.

## Complexul muzeal
Complexul muzeal cuprinde patru mari muzee:
Muzeul de Istorie a Moldovei,
Muzeul Științei și Tehnicii „Ștefan Procopiu”,
Muzeul Etnografic al Moldovei,
Muzeul de Artă.
Complexul are în subordine si obiective muzeistice de pe teritoriul orasului Iasi si, respectiv, al judetului. Acestea sunt:
Muzeul Unirii din Iași,
Muzeul Memorial „Mihail Kogălniceanu”,
Muzeul Memorial „Poni - Cernătescu”,
Muzeul Arheologic de sit din Cucuteni,
Muzeul Viei si Vinului din Hârlau

## Galerie

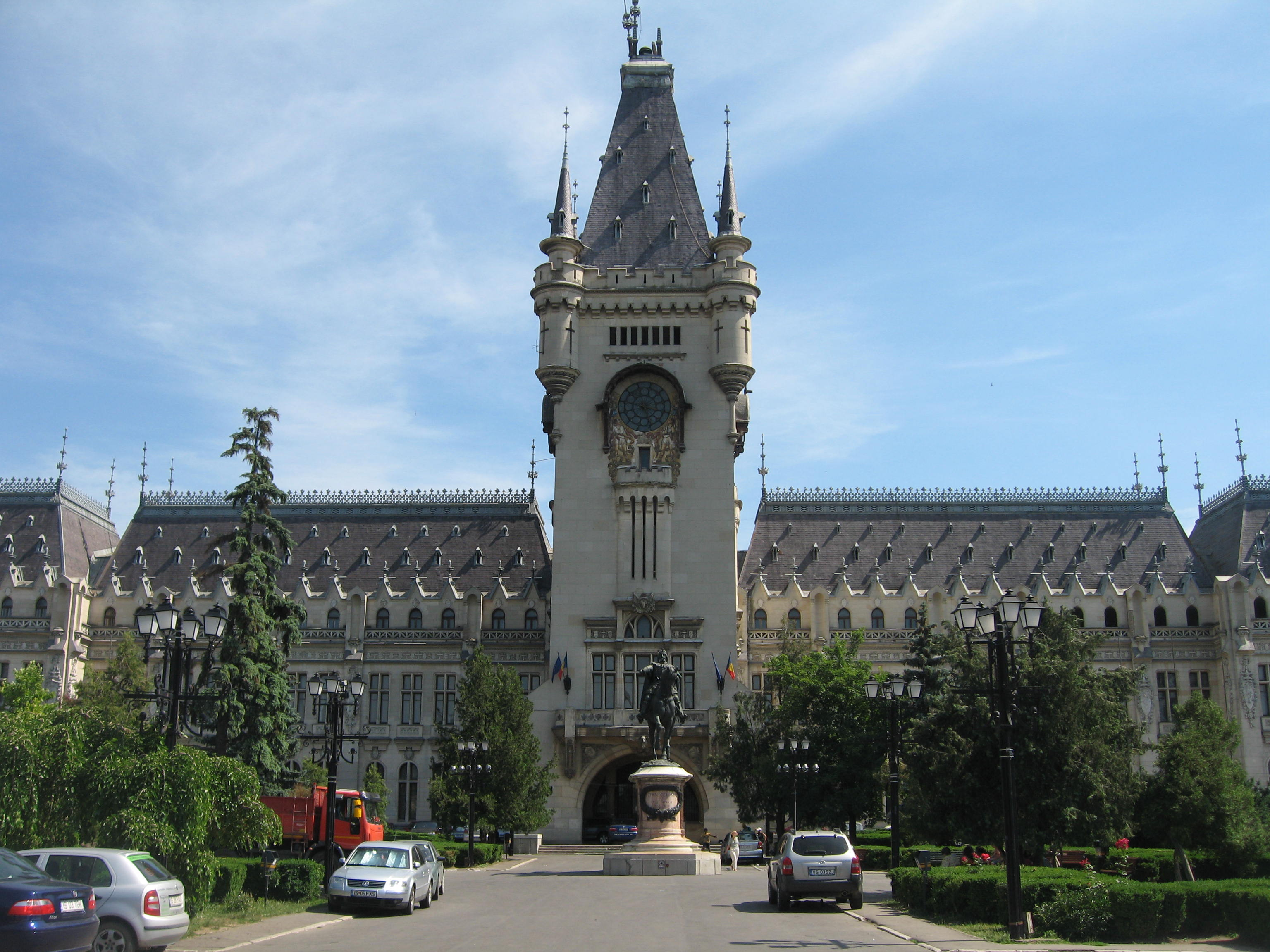
Vedere din față
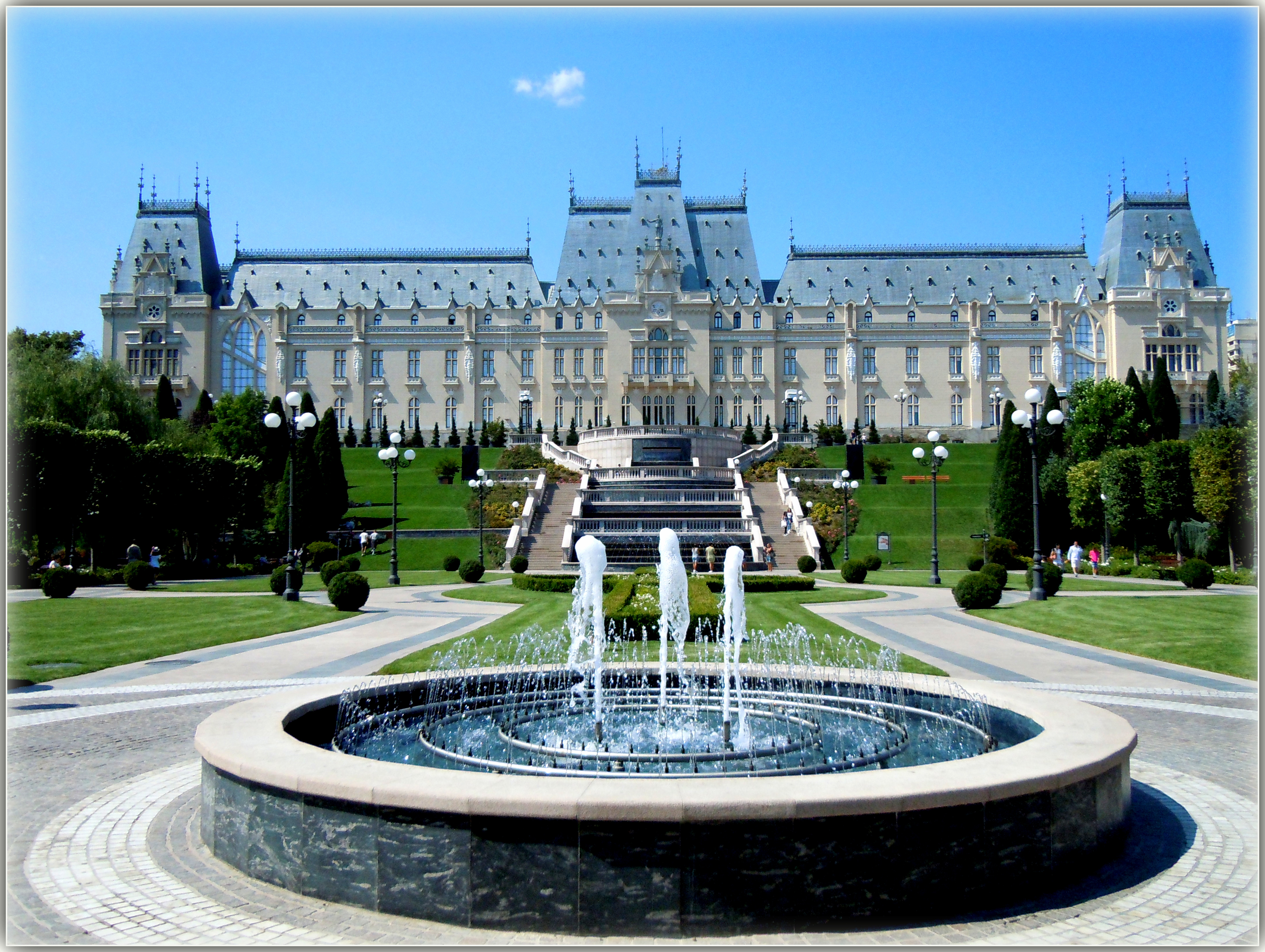
Vedere din spate
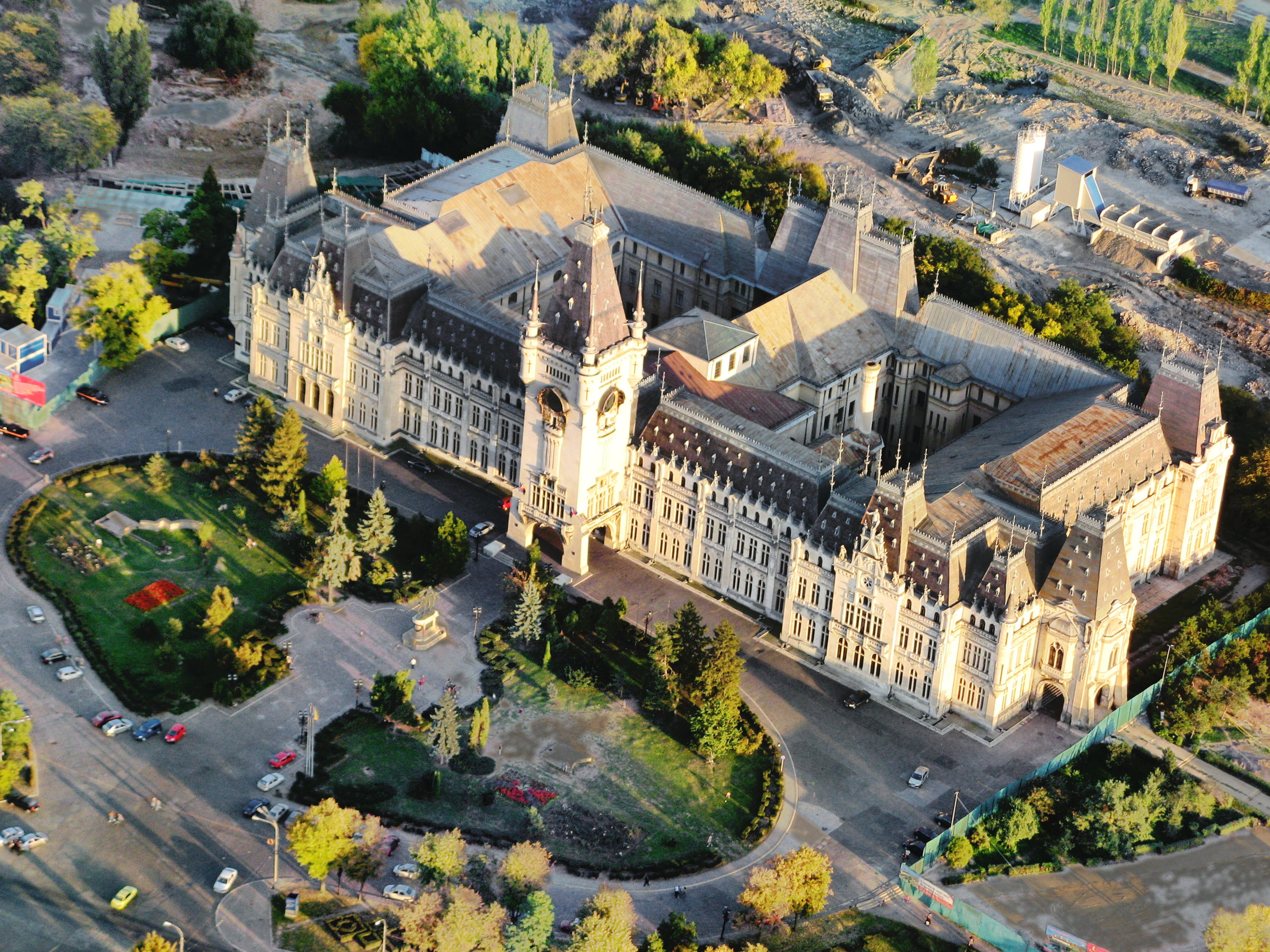
Vedere aeriană
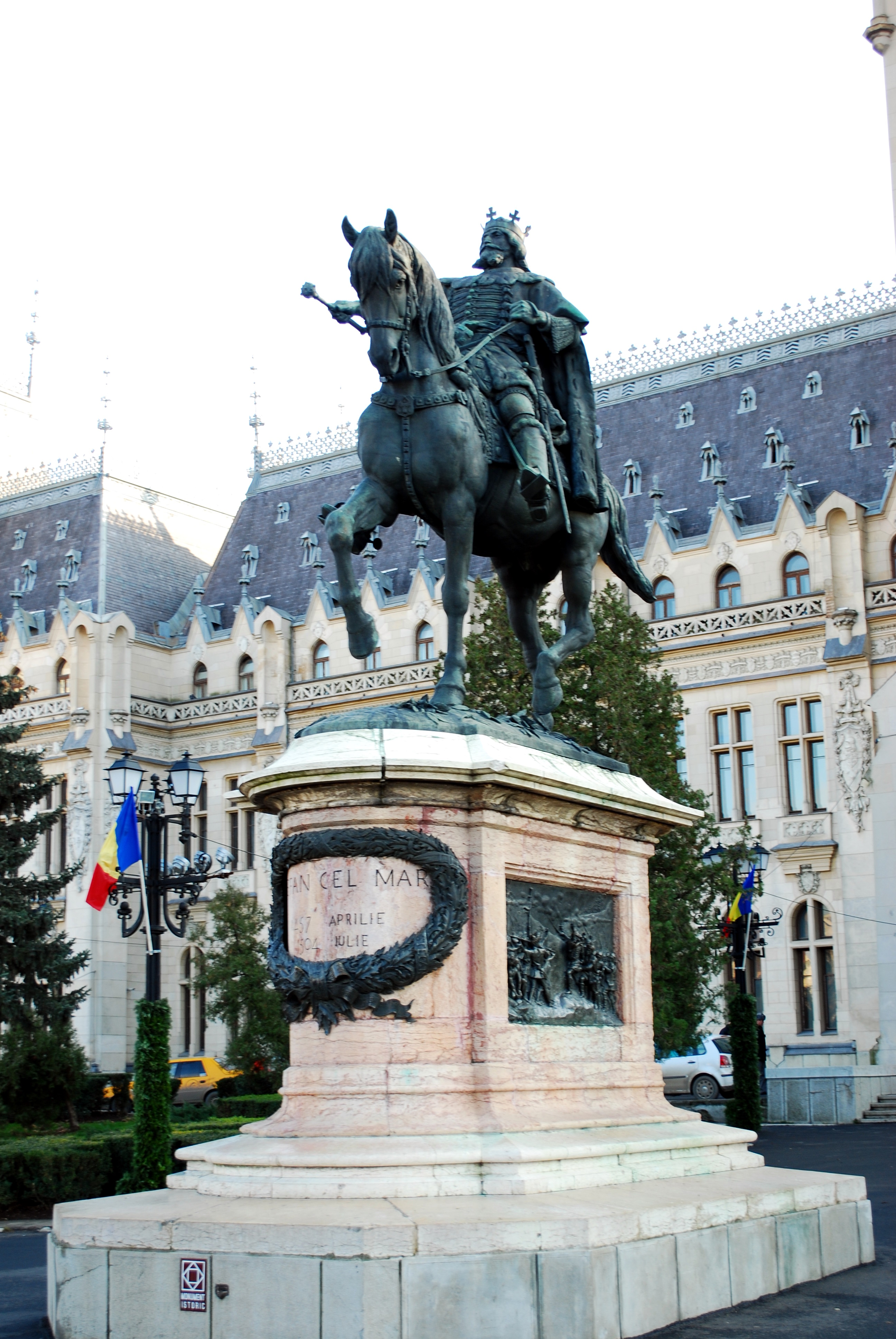
Statuia lui Ștefan cel Mare
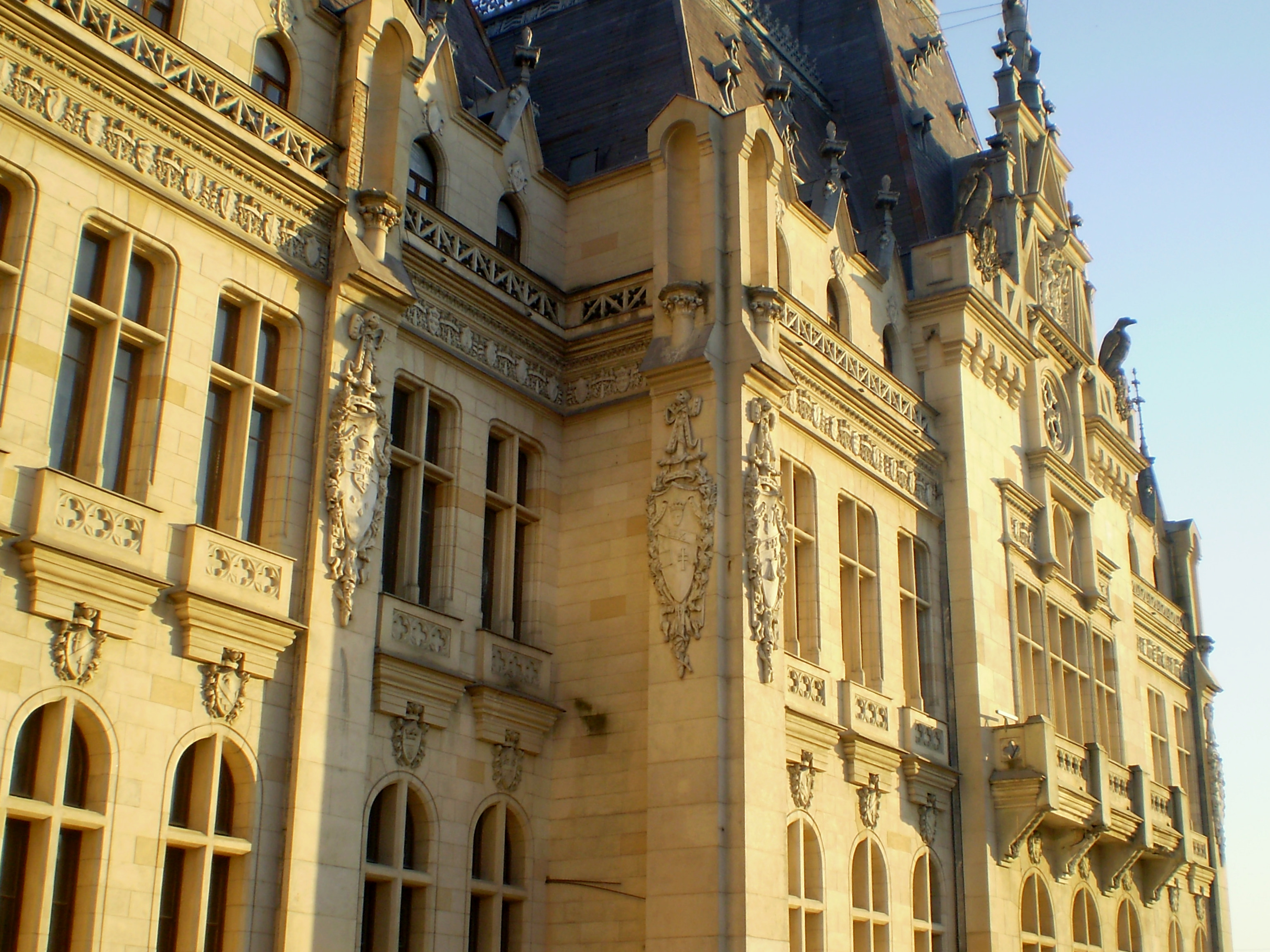
Detalii
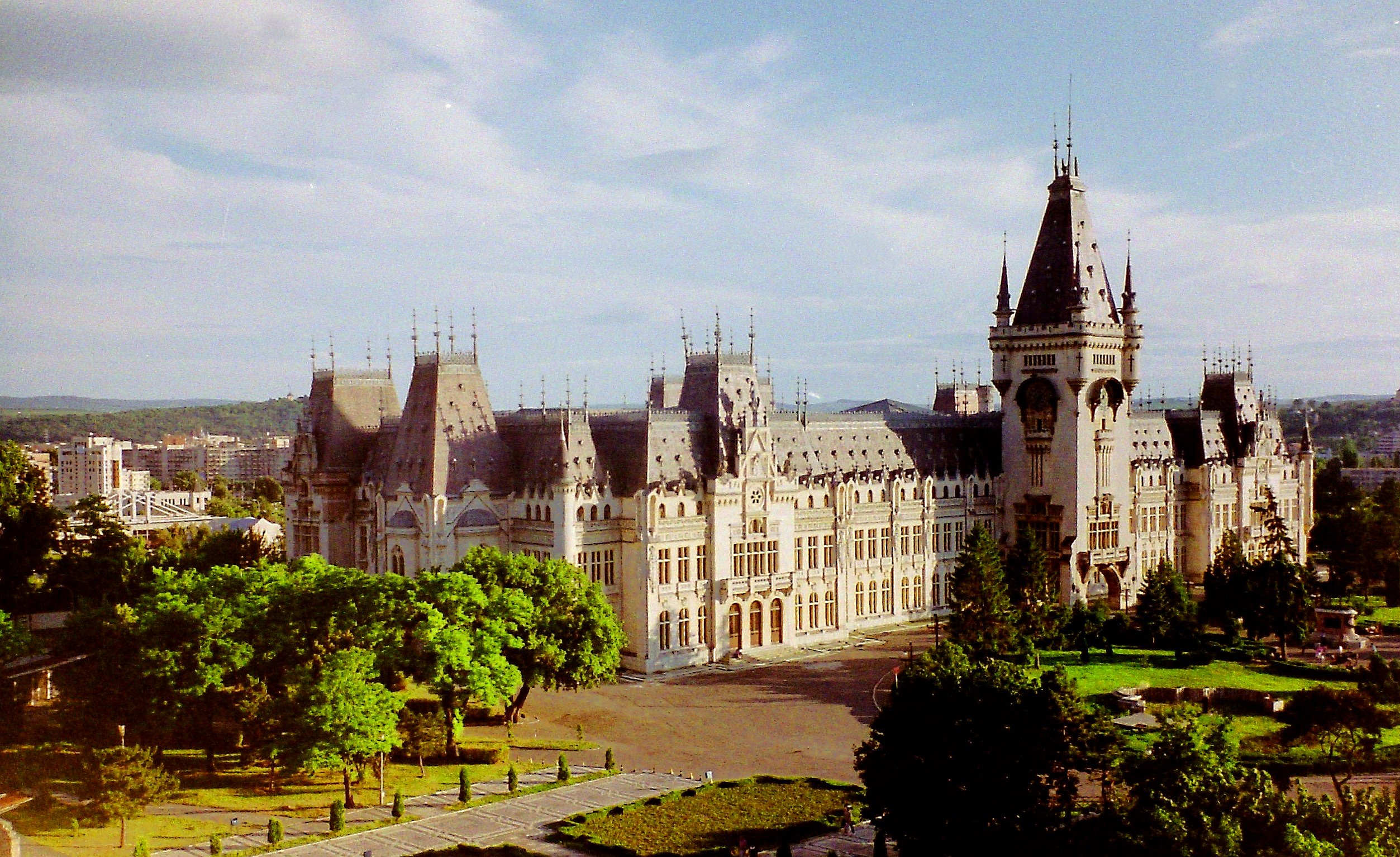
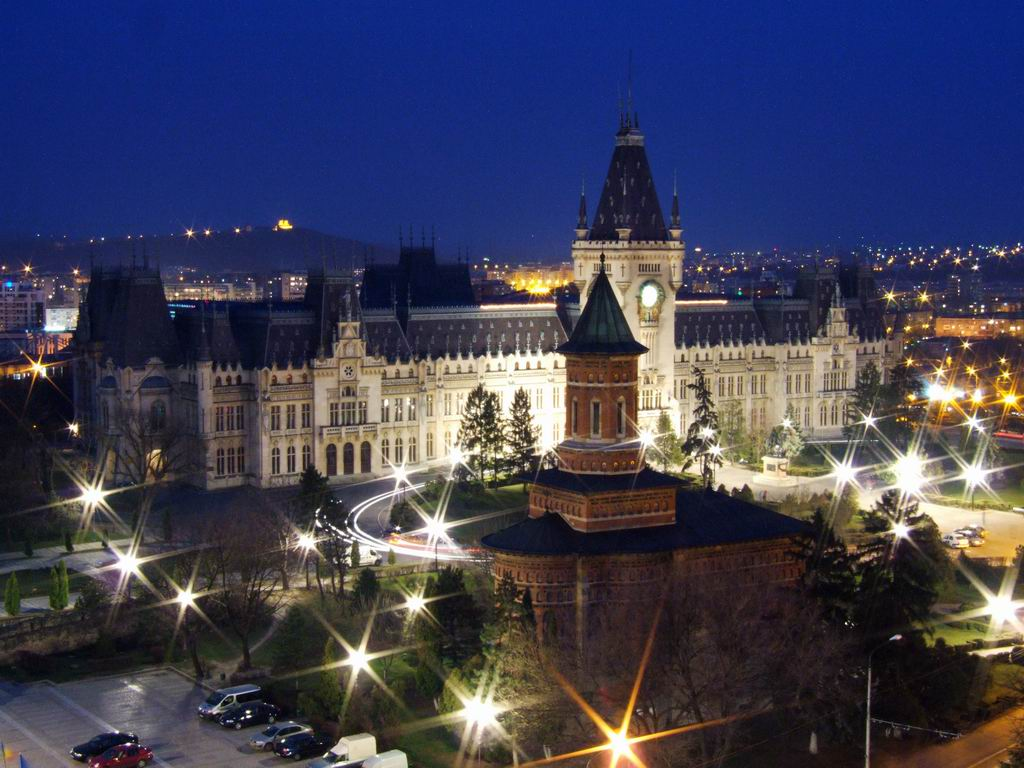
Piața Palatului și Biserica Domnească Sfântul Nicolae
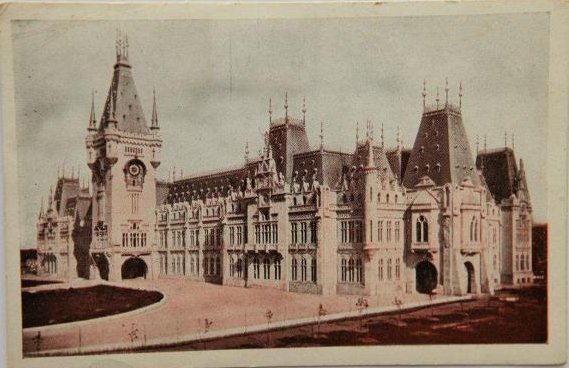
Cartea poștală interbelică